# City Sports Stadion
Het City Sports Stadion (花咲スケート場) is een ijsbaan in Asahikawa in de prefectuur Hokkaido in het noorden van Japan. De openlucht-kunstijsbaan is geopend in 1985 en ligt op 111 meter boven zeeniveau. 